# 두문초등학교
두문초등학교는 대한민국 경상남도 진주시 금곡면 두문리에 있었던 초등학교이다.

## 연혁
- 1939년 8월 12일 금곡공립심상소학교 동례간이학교 설립인가
- 1944년 5월 1일 금곡공립국민학교 두문분교장 설립인가
- 1948년 9월 1일 두문공립국민학교 승격
- 1981년 1월 30일 도선정 특별활동 우수학교
- 1981년 3월 1일 병설유치원 설립인가
- 1993년 12월 21일 도선정 자연과 우수학교
- 1996년 3월 1일 두문초등학교로 개칭
- 2009년 3월 1일 금곡초등학교로 통폐합